# 蔵前JPテラス
蔵前JPテラス（くらまえジェイピーテラス）は、日本郵政不動産株式会社が開発した東京都台東区蔵前一丁目の大型複合開発街区である。「オフィス棟」「住宅棟」「物流棟」から構成される。オフィス棟は、トイレタリー用品メーカー大手のライオン株式会社が本社機能を置く「JPライオンビルディング」である。

## 概要
かつて東京貯金事務センター(現在はさいたま新都心に移転)が入居していた、旧日本郵政蔵前ビルを再開発して建設された街区である。オフィス棟は蔵前橋通りに面した建物で、ライオングループ各社のオフィスに加えて、くらまえ橋郵便局とベーカリーがある。住宅棟には、賃貸住宅、高齢者住宅、事務所・シェアスタジオ、認可保育所がある。物流棟には、にほんばし蔵前郵便局、物流施設、屋上庭園・菜園がある。敷地の西側には「蔵前の小径」と称する通路があり、オフィス棟と住宅棟を結んでいる。
日本郵政グループの不動産事業では、環境に配慮したオフィスビル・商業施設を建設している。2022年9月、脱炭素社会の実現に貢献する取り組みとして、日本郵政は初めて社債を発行し、ESG債（グリーンボンド）として売り出した。市場で調達した計350億円は蔵前JPテラスと五反田JPビルディング（旧ゆうぽうと跡地に建設）の開発資金に充当された。大規模な屋上庭園（約3,000㎡）や歩行者空間を整備することで、緑化された空間や生物とのふれ合い空間を創り出している。環境への配慮が評価され、「建築環境総合性能評価システム（CASBEE）」の「CASBEE-建築」認証のSランクを取得した。また、オフィス棟のうちライオンのオフィス部分において、同社と共同で「CASBEE-ウェルネスオフィス」認証の最高位となる「Sランク」を取得した。「CASBEE-建築」認証の「Sランク」と合わせて、建築物の総合的環境性能とウェルネス性能の認証を行う「CASBEE-スマートウェルネスオフィス」認証の「Sランク」にも認定された。
さらに、2025年3月31日には日本政策投資銀行が企画・運営する「DBJ Green Building 認証」において、当ビルのうちJPライオンビルディングの部分が、「国内トップクラスの卓越した環境・社会への配慮がなされた建物」として最高評価（5つ星）を獲得した。「DBJ Green Building 認証」では、環境や社会への配慮がなされた不動産が評価・認証の対象となる。

## 沿革
- 2020年（令和2年）
  - 1月31日 - 日本郵政不動産が大型複合開発「蔵前計画」を発表[12]。
  - 8月31日 - 各棟の主たる入居者・運営者が決定し、「蔵前一丁目開発事業」が着工[13]。ライオンが2023年春をめどにオフィス棟へ本社を移転すると発表[14]。
- 2021年（令和3年）
  - 6月30日 - ライオン新本社ビルが「CASBEE-スマートウェルネスオフィス」認証を取得した[15]。
- 2022年（令和4年）
  - 9月1日 - 日本郵政が社債を発行し、蔵前一丁目開発事業の資金を調達した[7][5]。
  - 12月5日 - 街区内の「くらまえ橋郵便局」がオフィス棟の1階に移転し、新装開業[4][16][17]。
  - 12月9日 - 日本郵政不動産が街区の名称を「蔵前JPテラス」、オフィス棟の名称を「JPライオンビルディング」とそれぞれ命名し、概要を発表[2][3][4]。
- 2023年（令和5年）
  - 3月31日 - 「蔵前JPテラス」が竣工[4][16]。
  - 4月1日 - 賃貸住宅「JP noie 蔵前」の運営・管理開始[18]
  - 4月3日 - ライオンの移転が完了し、本社がグランドオープン[19]。
  - 5月1日 - 高齢者住宅「ブランシエール蔵前」への入居開始[2][4][20]。
- 2024年（令和6年）
  - 5月5日 - 物流棟ににほんばし蔵前郵便局が開局[21]。
- 2025年（令和7年）
  - 3月31日 - JPライオンビルディングが「DBJ Green Building 認証」最高評価（5つ星）を獲得[11]。

## JPライオンビルディング
墨田区本所の旧ライオン本社ビルは全国の本支店機能が東京に集約されるなどの理由から手狭になっており、マーケティングや営業部門のあるライオン東京オフィスをはじめ4か所に同社や関係会社のオフィスが分散する状況となっていた。隅田川対岸の台東区蔵前一丁目にある当ビルへの移転により、都内4カ所に分散していた関連会社が集約された。

### フロア構成
1階から13階のオフィスにライオン本社とライオングループ各社が入居する。1階には日本郵便株式会社の「くらまえ橋郵便局」と株式会社トラスパレンテのベーカリー「TRASPARENTE La Cartolina」もある。9階は物流棟の屋上庭園とつながっている。

### くらまえ橋郵便局
くらまえ橋郵便局（くらまえばしゆうびんきょく）は、当ビルの1階にある郵便局である。

#### 沿革
- 1948年（昭和23年）
  - 3月1日 - 東京貯金局内郵便局として設置。
- 1984年（昭和59年）
  - 7月1日 - 東京貯金事務センター内郵便局に改称。
- 2000年（平成12年）
  - 5月8日 - くらまえ橋郵便局に改称。
- 2018年（平成30年）
  - 7月30日 - 台東区蔵前1-3-17の仮局舎に移転[25]。
- 2022年（令和4年）
  - 12月5日 - オフィス棟の1階に移転し、新装開業[4][16][17]。

#### 取扱内容
- 郵便、印紙、ゆうパック
- 貯金、為替、振替、振込、国債
- 生命保険、バイク自賠責保険、がん保険
- ゆうちょ銀行ATM

### 旧ライオン本社ビル
ライオンの本社は蔵前JPテラスへの移転まで、墨田区本所1丁目の厩橋近くの隅田川の畔に置かれていた。この場所はライオンの前身の小林富次郎商店が1916年（大正5年）より拠点を置いていた地であり、創業80周年を記念して当時のライオングループの歯磨剤などオーラルケア部門の製品を取り扱っていたライオン歯磨の本社ビルが建設され、1971年10月30日に竣工式が行われた。歯磨剤メーカーの社屋ということもあり、白い歯をイメージした白色のアルミ複合板外装パネルのカーテンウォールで仕上げられた。青緑色の細い縦のラインが入り、横長の窓が整然と並び、外壁上部にはロゴが掲げられていた。このビルの敷地は2020年2月に長谷工に売却された。本社移転後は解体され跡地は京浜急行電鉄によりスーパー堤防の整備と合わせて再開発され、2028年3月に高さ92.9メートルの高層マンションに建て替わる予定である。
さらに、これとは別に墨田区横網（JR両国駅前）には、ライオンの営業部門が主に入るライオン東京オフィスが所在する自社ビルである「ライオン両国ビル」が存在した。こちらは洗剤や石鹸などのトイレタリー用品を取り扱っていたライオン油脂の本社ビルとして、先述した本所のライオン歯磨本社と同じく1971年に竣工した。

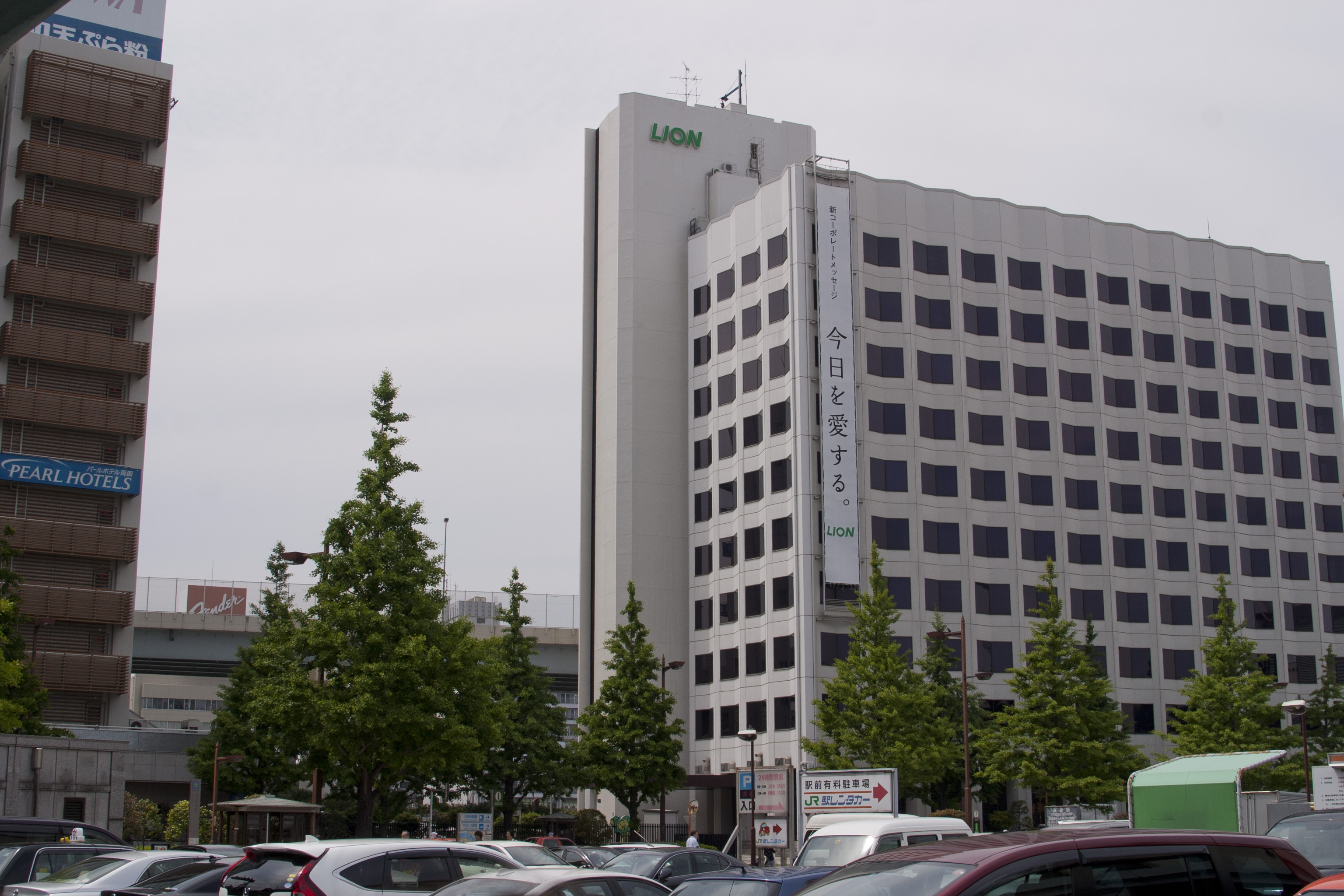
ライオン両国ビル（画像右手のビル、2012年撮影）

なお、ライオン歯磨株式会社とライオン油脂株式会社は1980年に統合し、現在のライオン株式会社となった。

## 住宅棟

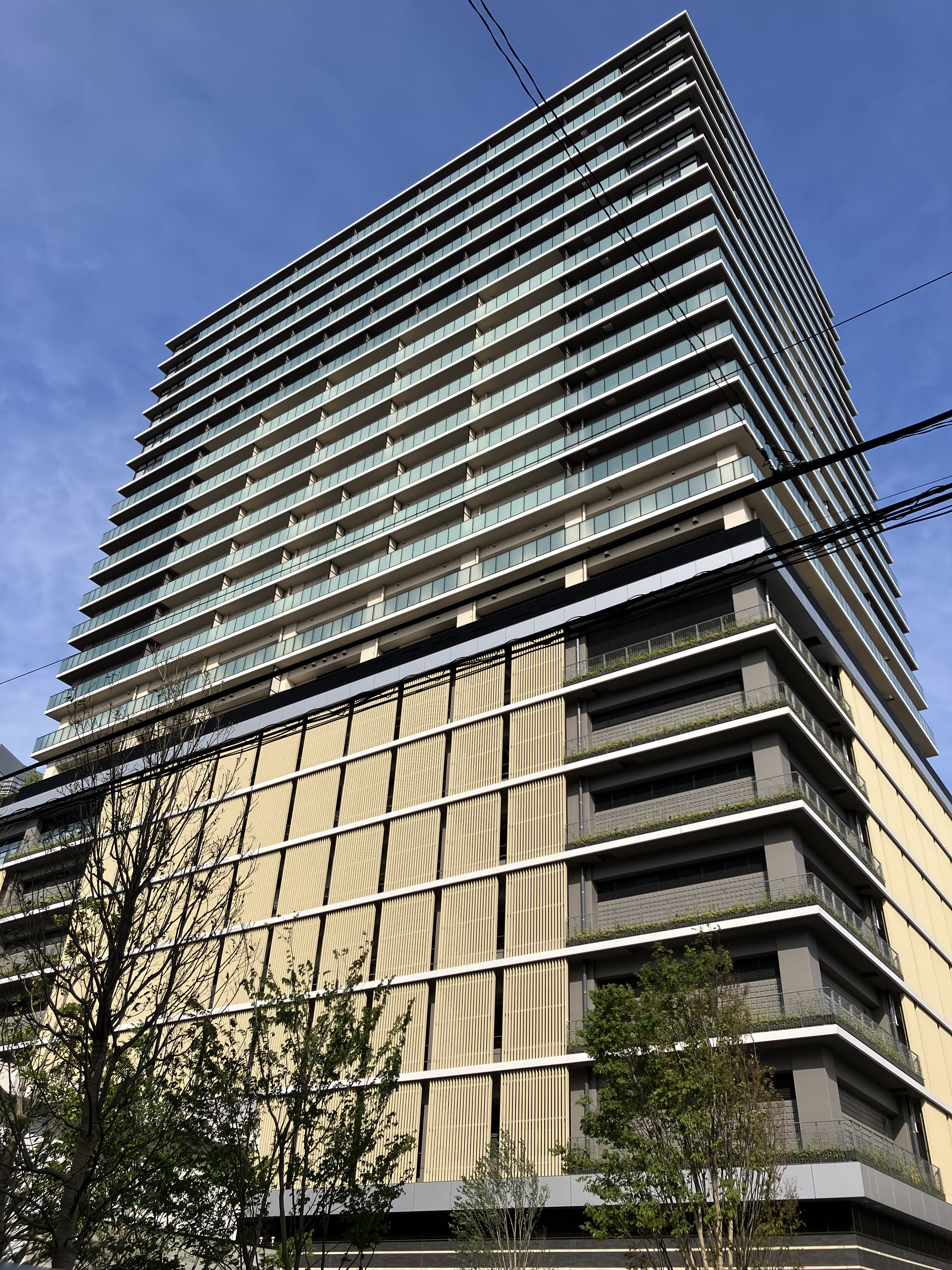
蔵前JPテラス 住宅棟

### 賃貸住宅
18階から23階は、三井不動産レジデンシャルリース株式会社が運営する賃貸住宅「JP noie 蔵前」である。2023年4月から入居開始。

### 高齢者住宅
9階から17階は、株式会社長谷工シニアウェルデザインが運営する高齢者住宅「ブランシエール蔵前」である。9階には庭園があり、物流棟の屋上庭園と一体化している。

### 事務所・シェアスタジオ
8階には、蔵前にゆかりのあるデザイン会社であるアッシュコンセプト株式会社の本社があり、デザインやものづくりに関係するイベントなどを行うシェアスタジオが設けられている。

### 保育所
3階には、ライクキッズ株式会社の認可保育所「にじいろ保育園蔵前」がある。

## 物流棟
日本郵便の物流拠点である。1階にトラックバース、3階から6階までの各階に駐車場がある。9階にはテニスコート11面半の広さがある屋上庭園を配置している。庭園の南側には、東邦レオ株式会社が運営する菜園「蔵前JPテラスファーム」もある。2024年5月5日、にほんばし蔵前郵便局が開局し、1階にゆうゆう窓口が設置された。

## 交通

### 鉄道
- 都営地下鉄浅草線 蔵前駅 徒歩3分[12]
- 都営地下鉄大江戸線 蔵前駅 徒歩7分[12]
- JR総武線 浅草橋駅 徒歩7分[12]